# 長骨
長骨是指長條狀的骨頭。人類身體有五種骨頭：長骨、短骨、扁平骨、不規則骨和種子骨，長骨為其中一種。長骨支撐日常負載的重量，讓身體可以正常移動，其中股骨和脛骨的角色最為重要。成長中的長骨兩端有骨骺。骨骺的末端由透明軟骨所包覆，它又被稱為關節軟骨。受到腦下垂體前葉分泌的生長激素刺激時，長骨的骺板會進行軟骨內骨化，從而縱向生長。
長骨包括下肢的股骨、脛骨、腓骨；手臂的肱骨、橈骨和尺骨；手的掌骨和腳的跖骨；手指和腳指的趾骨；以及鎖骨。人體腿部的長骨佔成人身高約一半。其他構成身高的重要部分包括脊椎骨和顱骨。
长骨呈现为长管状，一体两端。中间长管状的部分成为骨干，中间的管状空腔称骨髓腔。两端膨大称骺。長骨的外面包裹着一層結締組織，稱為骨膜。長骨的外層為緻密骨，內層為海綿骨，正中央的骨髓腔內有骨髓。

## 結構
長骨的外層由皮質骨組成，又叫緻密骨。外面由一層結締組織包裹着，稱為骨膜。緻密骨下層為鬆散狀的海綿骨。內裏的骨髓腔含有骨髓，負責為骨頭提供營養和製造骨細胞。成人的骨髓多屬於黃骨髓，兒童則紅骨髓佔多。

## 臨床意義
長骨有兩種先天性障碍。第一種叫胎性環狀佝僂病，長骨的末端（骨骺）會腫大。另一種的學名為rachitis fetalis micromelia，患者的長骨不會生長，以致較常人為短。
牽引骨生成手術可以讓長骨變長。將長骨切斷後，用牽引器將兩邊釘在一起，通過機械張力誘使骨質在切斷口生長出來。這過程需時數個月。

## 圖片

人體中的長骨以紅色標示。
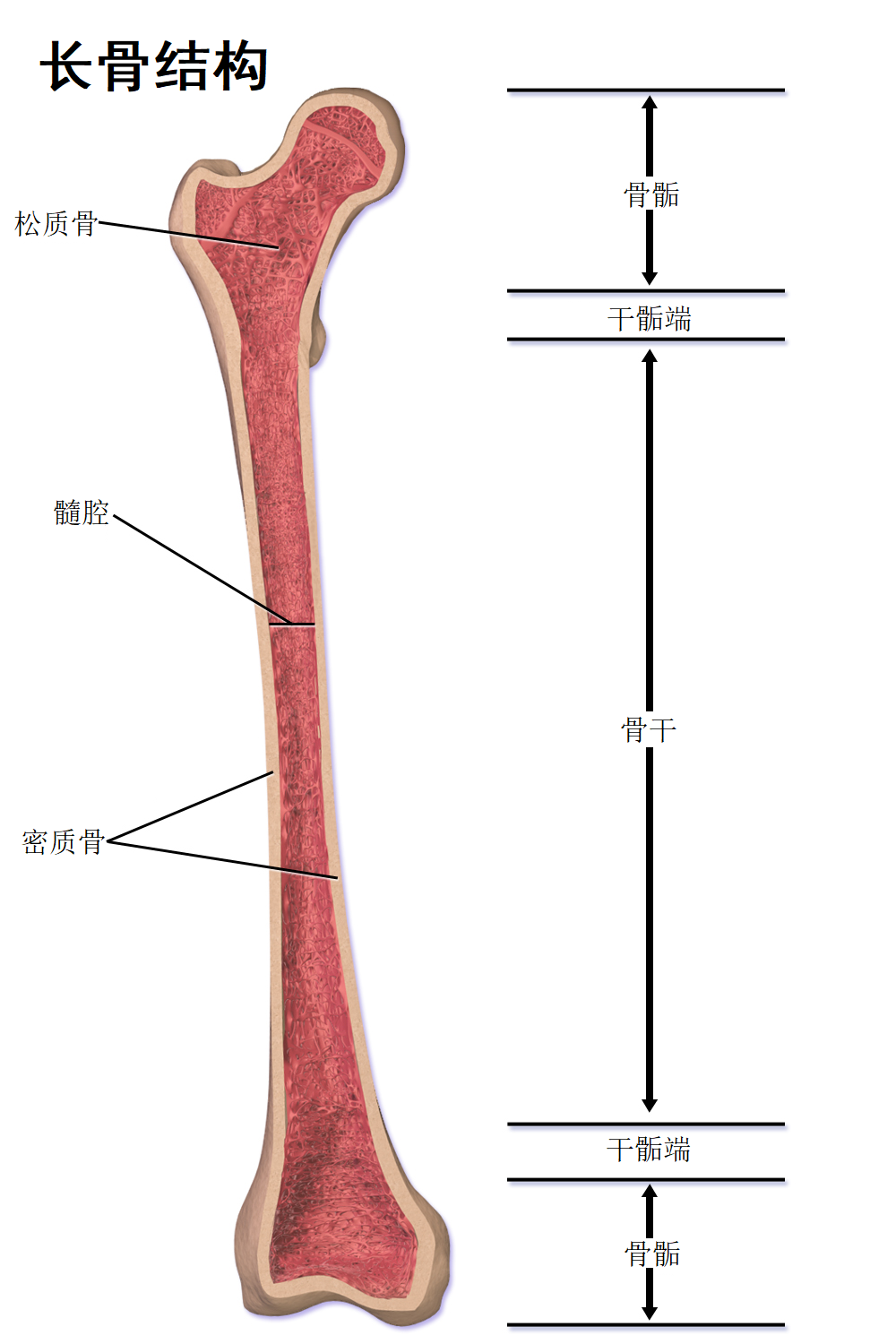
長骨橫切面圖(以股骨為例)
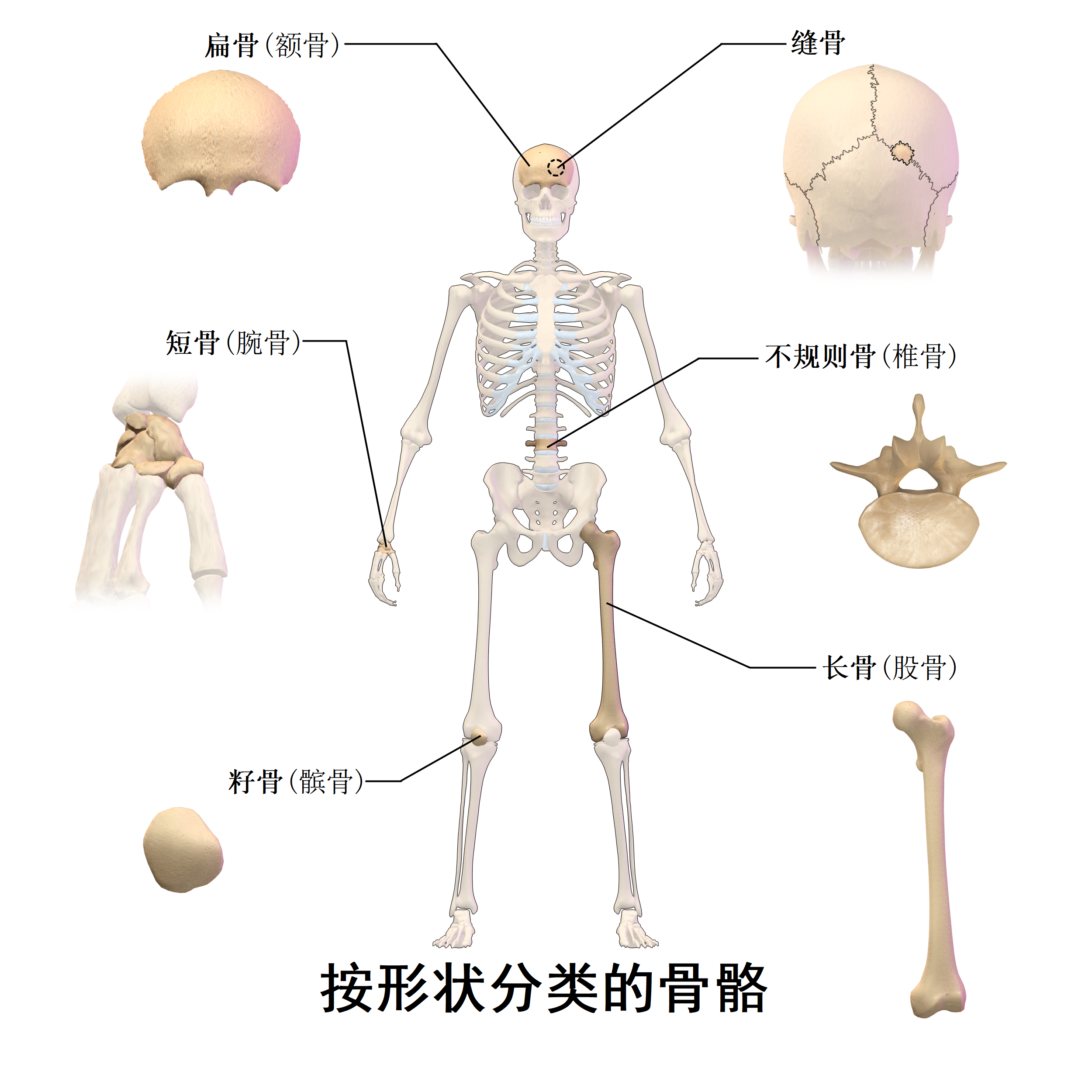
人體骨骼可按形狀分為長骨、短骨、扁平骨、不規則骨和種子骨
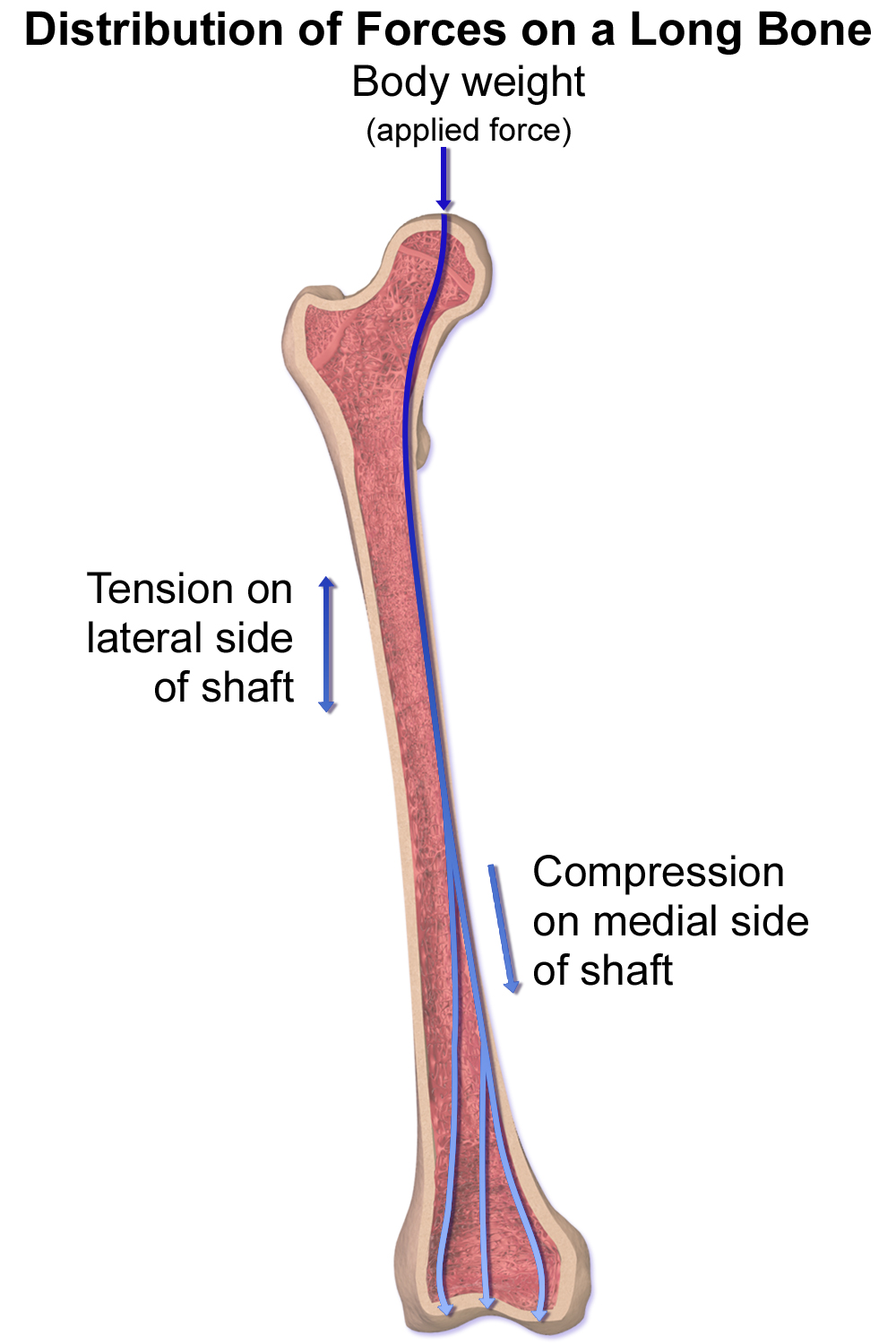
長骨的受力分佈(以股骨為例)

## 外部連結
- Anatomy of long bone （页面存档备份，存于）
- 手臂與腿部的長骨 （页面存档备份，存于）